# Groeningeabdij
De Groeningeabdij is een cisterciënzerabdij uit de late 16e eeuw in de Belgische stad Kortrijk. De abdij herbergde tot november 2021 het multimediale museum Kortrijk 1302 over de Guldensporenslag alsook het Museum voor de geschiedenis van de stad Kortrijk. Sinds 2025 is museum Abby er gehuisvest.

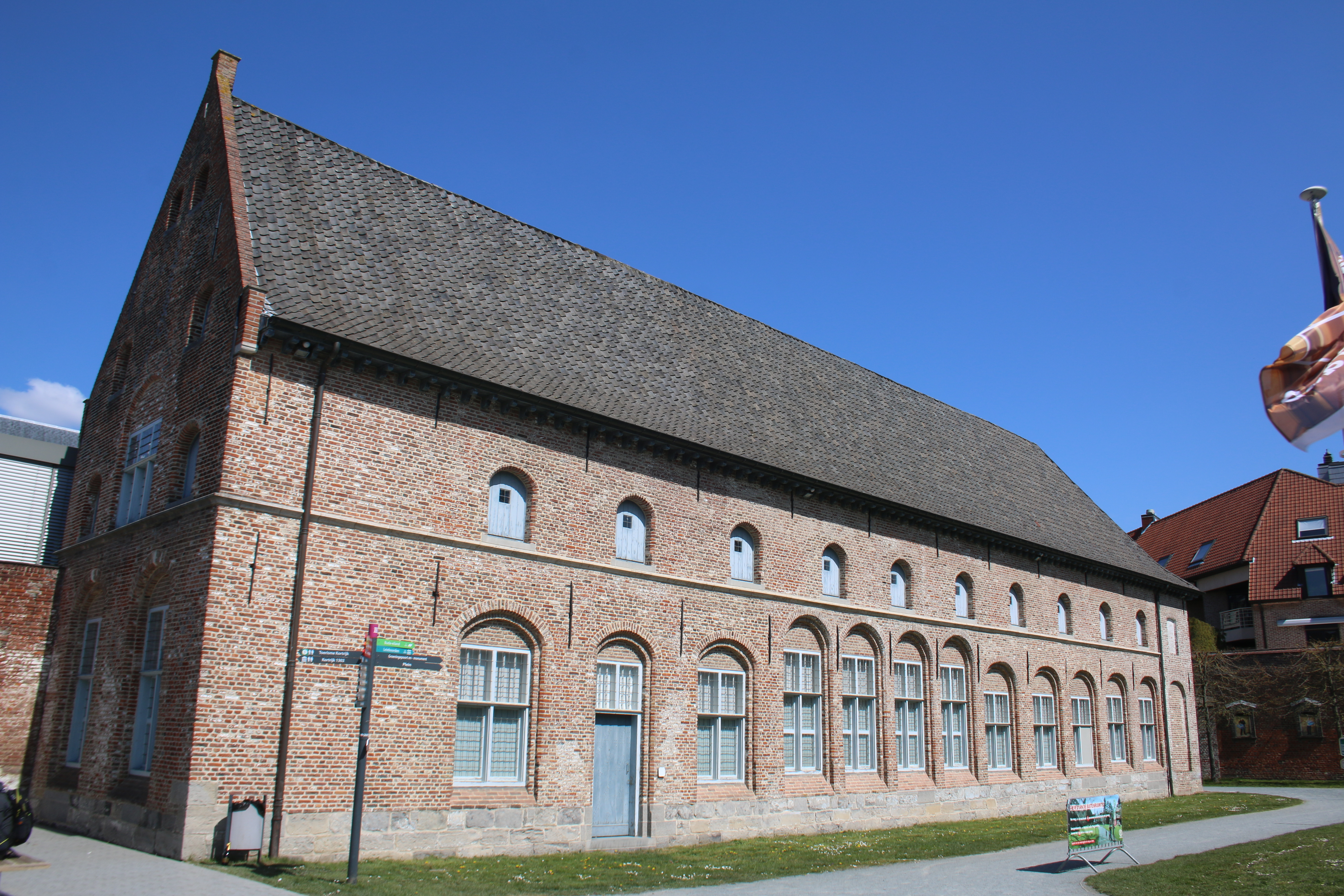

## Geschiedenis

### Rodenburgklooster
In 1238 werd te Marke het Rodenburgklooster gesticht met de naam Spiegel van de Heilige maagd Maria (Speculum beatae Mariae Virginis). Er leefden voornamelijk Franse nonnen die zich hielden aan de regel van Cîteaux. Door krappe financiën en na een nachtelijke overval in 1259 werd het klooster gesloten.

### Groeningeabdij buiten de stadsmuren
Beatrix van Kortrijk, dochter van de hertog van Brabant en schoondochter van de gravin van Vlaanderen, besloot de abdij naar Groeninge net buiten de Kortrijkse stadswallen over te brengen (50° 50′ 3″ NB, 3° 16′ 25″ OL). Vanaf 1260 bouwde men daar een nieuw klooster. Dit werd deels gefinancierd door Beatrix die later nog enkele keren als beschermster van het klooster optrad. Er was onenigheid over de nieuwe abdij met de Sint-Maartenskerk en de Onze-Lieve-Vrouwekerk. Uiteindelijk werden er in december 1260 een overeenkomst gesloten. In 1286 waren de abdijgebouwen gereed. Toen gravin Beatrix in 1288 stierf, werden haar hart en ingewanden in een praalgraf in de abdijkerk begraven. Later is het hart overgebracht naar de Sint-Michielskerk.
In 1302 vond nabij de abdij, aan de oevers van de Groeningebeek, de Guldensporenslag plaats. Een coalitie van Vlamingen en Namenaars won de strijd tegen de Fransen. De abt van de Abdij Onze-Lieve-Vrouw Ten Duinen, die gezaghebber van de Groeningeabdij was, was een bekende Leliaard en zocht na de slag zijn toevlucht in Frankrijk. Veel gevallen Franse en Henegouwse ridders werden voor een bepaalde tijd of voorgoed in de abdij begraven.
Door goed beheer kende de abdij in de 14e eeuw een bloeiperiode. Meer en meer mensen schonken bezittingen aan de abdij. Desondanks werd de instelling nooit rijk. Na een dijkbreuk had de abdij niet genoeg geld voor herstel en moest ze noodgedwongen een aangrenzend stuk land verkopen. Tijdens het bewind van abdis Margareta Mols († 1384) werd er rond de abdij een muur gebouwd. Ook kreeg de abdij van de graaf van Vlaanderen tolvrijdom voor het kloostervee dat op de markt verhandeld werd. Vanaf de 15de eeuw ging het bergafwaarts. Dit was met veel West-Europese langer bestaande kloosters het geval. Oorzaak hiervan was het opkomen van nieuwe kloosterorden. De Groeningeabdij raakte ontvolkt en verviel langzaam tot ruïne. Het bleef daarna een kleine abdij, met niet meer dan 8-12 zusters.

### Groeningeabdij binnen de stadsmuren
Tijdens de opstand tegen het Spaanse bewind was Kortrijk in handen van de Gentse Republiek en werd de Groeningeabdij verwoest. In oorlogstijd buiten de stadsmuren vertoeven was een gevaarlijke zaak. Daarom wilde de abdis in 1581 in de stad een refugehuis bouwen. Ze kocht een reeks huizen aan de Houtmarkt, waar het dormitorium van de abdij nu nog steeds te vinden is. Tegen 1600 was de nieuwe abdij in de stad gereed. In 1627 werd er nog een stevige muur omheen gebouwd. Ook in de stad kende het klooster veel financiële moeilijkheden. In die tijd woonden er een vijftigtal kloosterzusters. De kloostergemeenschap ondervond steeds meer verloedering, er werden vele regels overtreden en er was weinig medeleven met de medezusters. Ook de celibaatsverplichting werd met voeten getreden.
Met de pauselijke bul Fervor purae devotionis (1515) was de abdij onder de invloedssfeer van de vorst gekomen. Deze kon beslissen wie hij tot abdis benoemde. De nonnen begonnen onderwijs te geven als bron van inkomsten. Ook verzorgde men radelozen, armen en zieken. Er werd een ziekenhuis voor mannen gebouwd. De laatste abdis, Victoire Gillon, werd in 1784 verkozen. Tijdens de Franse overheersing moest het klooster veel belasting betalen. Uiteindelijk werden de zusters in 1797 verplicht de abdij te verlaten en werd het klooster afgeschaft.
De Groeningeabdij is pas sinds het eind van de 20e eeuw weer geopend. Tot dan was het een gesloten ruïne. Nu is het binnenhof een park waar in de zomer optredens gegeven worden. Ook werd het dormitorium geheel gerenoveerd en bevindt zich daar het museum Kortrijk 1302 over de Guldensporenslag.

## Legendevorming
Na de Guldensporenslag zou Sigis, de koning van Mallorca, in de abdij begraven zijn. Zijn grafsteen is in het museum te bezichtigen maar de vorst blijkt nooit te hebben bestaan.
Na het ontstaan van de verering tot Onze Lieve Vrouw van Groeninge begon de legende de ronde te doen dat de Heilige Maagd enkele malen de Vlamingen heeft geholpen tijdens de Guldensporenslag.

## Museumsite
Nadat plannen om de Groeningeabdij te slopen werden verijdeld, is de site in de jaren '80 herbestemd. Het dormitorium en de 19e-eeuwse kapel werden gerestaureerd en kregen een museale functie. Eerst ging het om het Museum van de Geschiedenis van de stad Kortrijk en van 2007 tot 2021 was er Kortrijk 1302, dat naar de Onze-Lieve-Vrouwekerk is verhuisd. In 2025 opende op de abdijsite een nieuw museum Abby, een tentoonstellingssite voor beeldende kunst, met identiteit als centraal thema. Als onderdeel hiervan werd het streekbezoekerscentrum uit 2006 afgebroken om plaats te ruimen voor een parkpaviljoen en 600 m² ondergrondse expositieruimte. Een en ander kaderde in de ambities om in 2030 culturele hoofdstad van Europa te worden. 